# داني دويل
داني دويل (6 فبراير 1940 في الولايات المتحدة - ) (بالإنجليزية: Danny Doyle)‏ هو لاعب كرة سلة أمريكي في مركز هجوم صغير الجسم. لعب مع ديترويت بيستونز وHarlem Wizards ‏ وبيتسبرغ رنز ‏.

## وصلات خارجية
- داني دويل على موقع إن بي أي (الإنجليزية)
- داني دويل على موقع سبورتس رفرنس (الإنجليزية)
- داني دويل على موقع ريلجم (الإنجليزية)
- داني دويل على موقع بروبوليرز (الإنجليزية)